# East Stirlingshire F.C.
East Stirlingshire F.C., właśc. East Stirlingshire Football Club – szkocki klub piłkarski z siedzibą w Falkirk.

## Historia
Klub został założony w 1880. W swojej historii rozegrał dwa sezony w pierwszej lidze, w czasach kiedy stanowiły ją rozgrywki First Division. Występował też przez 55 sezonów na poziomie drugiej ligi (53 w Second Division i 2 w First Division), po raz ostatni w edycji 1981/1982.

### Historia występów w pierwszej lidze
| Sezon   | Liga           | Miejsce      |
| ------- | -------------- | ------------ |
| 1932/33 | First Division | 20. (spadek) |
| 1963/64 | First Division | 18. (spadek) |

## Reprezentanci kraju grający w klubie
stan na grudzień 2023
|  | - Jimmy Pearson - Kémoko Camara - William Agnew - David Alexander - Thomson Allan - Steve Archibald - David Bates - Jock Buchanan |  | - Gordon Marshall - David Mathers - Eddie McCreadie - Rab McFarlane - William McIntosh - James McKie - John McTavish - Kevin Nisbet |  | - John O’Neil - Bobby Orrock - Archie Ritchie - Jimmy Smith - William Watson - George Wood - Humphrey Jones |